# Index librorum prohibitorum
Index Librorum Prohibitorum (Oversigt over forbudte bøger) var en liste over forbudte bøger i Den katolske kirke. Indekset blev til i lyset af den protestantiske reformation og blev med tiden et vigtigt værktøj for inkvisitionen. Det havde sin glansperiode i 1600-tallet og blev ajourført helt op til 1961. I 1966 blev indekset officielt afskaffet.
Indekset var en del af kirkens censurapparat. Alle katolske skrifter skulle igennem en forhåndscensur, der skulle sikre at indholdet var i overensstemmelse med den katolske tro. En sådan forhåndsgodkendelse hed Imprimatur (latin for kan trykkes). Den form for censur fandtes også i det protestantiske Danmark.

## Historie
En liste over forbudte bøger var ikke en katolsk opfindelse. Efter bogtrykkerkunstens opfindelse i 1455 blev det muligt at trykke og sprede litteratur på en måde og med en hast, der ikke tidligere var set. I en række lande som Frankrig opstod der et statsligt bogforbud, der havde til hensigt at regulere og kontrollere bogmarkedet politisk som religiøst.
I 1515 vedtog Det femte Laterankoncil (kirkemøde) princippet med en liste over forbudte bøger. I 1550'erne, da den katolske kirke var rystet af reformationen, etablerede Pave Paul 4. i 1559 det første Index Librorum Prohibitorum, der fortrinsvis rummede kætterske værker af Martin Luther og Jean Calvin. Motivet var at værne om den sande tro.
Indekset rummede også videnskabelige værker, og henimod slutningen af middelalderen blev en række magiske værker og værker om troldomskunst tilføjet, og indekset blev brugt af inkvisitionen.
Indekset havde sin storhedstid fra 1559 og 100 år frem: Europa gennemlevede en ustabil periode trosmæssigt med de store religionskrige. Indekset blev revideret flere gange, og den sidste trykte udgave fra 1948 havde 4000 titler med. Op gennem 1800- og 1900-tallet blev indekset mere kontroversielt. Ved Det første Vatikankoncil i 1870 var dets afskaffelse på dagsordnen, men koncilet blev afbrudt på grund af den fransk-tyske krig. Først efter Andet Vatikankoncil i 1966 blev listen formelt afskaffet. Den rummede da 6000 titler.

## Forbudte skrifter
Index Librorum Prohibitorum rummede blandt andre værker af René Descartes, Blaise Pascal, Voltaire, Victor Hugo ("De elendige" stod på listen frem til 1959), Peter Abelard, Erasmus af Rotterdam, Immanuel Kant, Emile Zola og Jean-Paul Sartre. De to sidste var opført med opera omnia, "alle værker".
Forfattere på Index Librorum Prohibitorum:
| - Joseph Addison - Francis Bacon - Honoré de Balzac - George Berkeley - Giordano Bruno - John Calvin - Giacomo Casanova - Auguste Comte - Nicolaus Copernicus - Jean le Rond d'Alembert - Erasmus Darwin - Daniel Defoe - René Descartes - Denis Diderot - Alexandre Dumas, d.y. - Alexandre Dumas, d.æ. - Desiderius Erasmus - Johannes Scotus Eriugena - Gustave Flaubert - Anatole France - Frederik den Store - Galileo Galilei | - Edward Gibbon - André Gide - Vincenzo Gioberti - Graham Greene - Heinrich Heine - Thomas Hobbes - Victor Hugo - David Hume - Cornelius Jansen - Immanuel Kant - Nikos Kazantzakis - Hughes Felicité Robert de Lamennais - Pierre Larousse - Melchior Leydecker - John Locke - Martin Luther - Niccolò Machiavelli - Maurice Maeterlinck - Maimonides - Nicolas Malebranche - Karl Marx - Jules Michelet | - John Stuart Mill, Principles of Political Economy - John Milton - Montesquieu - Rudolf Novotny - Blaise Pascal - François Rabelais - Ernest Renan - Samuel Richardson - Jean-Jacques Rousseau - George Sand - Jean-Paul Sartre - Baruch de Spinoza - Laurence Sterne - Emanuel Swedenborg - Jonathan Swift - Theodoor Hendrik van de Velde - Voltaire - Gerard Walschap - Émile Zola - Huldrych Zwingli |